# Согуксу
Согуксу (тур. Soğuksu) је насељено место у округу Алтинова у вилајету Јалова, Турска. Према попису из 2020. било је 526 становника.
Согуксу настањују Бошњаци, чији су се преци доселили крајем 19. века из Босне и Херцеговине. Село се раније звало Ајазма.